# 興富押械劫案
興富押械劫案是1998年5月23日發生於澳門的刑事案件，為一宗有組織的持械搶劫當鋪事件，案件另外包含一宗綁架殺人（撕票）案。
案中主謀高景光先在廣東中山物色劫匪，然後持槍械劫澳門新口岸區的一家當鋪，搶去約值60萬澳門元的錶飾，此後潛逃回中山。一個月後再到澳門進行綁架案，但贖金被其中一名同夥偷走，後將人質殺害並肢解，並把人質身上的手飾在中山變賣。
其後中山市公安部門在調查一宗失車案中破獲此案，起回部份被劫錶飾和所有被變賣的人質手飾，並憑着人質的手飾再查出其撕票案。高景光最終於1999年11月25日在中山被判處死刑。

## 犯人背景
- 高景光：澳門黑社會「水房幫」成員，活躍於澳門多個娛樂場放高利貸。
- 黃家聰：高景光表哥
- 劉德海：高景光同夥
- 戚漢威：高景光同夥
- 吳錦雄：高景光同夥
- 袁武昌：江西吉安人
- 胡軍喜：江西吉安人

## 犯案經過

### 械劫
1998年5月初，高景光策劃在澳門進行搶劫，並致電其表哥黃家聰在廣東省中山市找兩至三個會講普通話、不懂粵語，未曾去過澳門、在中國大陸沒有案底的人士一起到澳門行劫。5月10日及11日，黃家聰分別帶袁武昌和胡軍喜與高景光等人結識，及後高景光帶袁胡二人到同夥劉德海家中作為賊窩，並規劃詳細的械劫過程。5月23日早上，高景光等人一同到澳門羅理基博士大馬路122號興富押，趁當鋪保安換班之際，袁武昌和胡軍喜分別手持左輪手槍、鐵槌和旅行袋闖入當鋪進行械劫，高景光在外面照應。此次共搶走了16隻名貴手錶，總值澳門幣約60萬元。其後全部人潛逃返回中山市。

### 撕票
同年6月23日，高景光再策劃到澳門進行綁票，聯同袁武昌、胡軍喜、及同夥劉德海、戚漢威、吳錦雄等人到新口岸澳門國際中心第4幢8樓H座擄走香港人鄭治峰，但後來發現鄭治峰是原目標人物的堂兄弟。幾天後高景光致電鄭治峰在澳門的親戚勒索港幣200萬元，但最後討價減至30萬港元。其後事主親戚把贖款放到約定的一輛私家車車頂，不過吳錦雄在高景光到場前把贖款偷走。
6月29日，高景光與同夥返回賊窩時，看見人質手腳鬆綁，便用砧板把人質打至重傷，並用窗簾繩勒死人質。期間，袁武昌和胡軍喜分別奪去人質身上的一條金鏈和一隻金戒指。然後高景光等人再將人質肢解並棄置在樓下的垃圾桶內，並再潛逃返中山。袁武昌和胡軍喜再將所得的金飾在中山張家邊一家金鋪變賣。

## 破案
1998年8月23日晚上，中山市火炬開發區有電單車失竊，該區公安分局在當晚隨即展開調查，抓獲嫌犯袁武昌。9月3日再拘捕胡軍喜等人。數天後其中一名疑犯透露出袁武昌和胡軍喜於曾經到澳門行劫。9月17日，中山警方在張家邊起回一條金鏈和一隻金戒指。
其後高景光等人被捕，並承認曾經打劫興富押，且交待了16隻手錶的基本去向，從興富押有關方面所提供的閉路電視錄影帶中證實劫匪為袁武昌和胡軍喜，並證實有16隻手錶被劫。此後廣東省公安廳起回其中兩隻手錶，不過興富押有關方面否認在張家邊起回的金鏈和戒指為興富押所有。
廣東警方於是再循起到的金鏈和戒指繼續調查，結果再查出高景光等人在6月29日的撕票案，並通報澳門警方，再根據線索拘捕吳錦雄，起回全部贖金。

## 判刑
1999年10月20日，广东省中山市中级人民法院對興富押械劫案作出一審判決，判處高景光無期徒刑，其餘則被判處八年以上有期徒刑。11月8日，有關當局以有新罪為由再度提出起訴。11月25日，法院判處高景光死刑、剝奪政治權利終身，其餘則被判處無期徒刑。高景光不服判決上訴，不過12月中廣東省高級人民法院駁回上訴，維持原判。最終他在2000年1月21日被槍決。

## 註解
1. 1 2  興富押在2007年中曾一度結業，原址現為盈利押。2008年中興富押在氹仔孫逸仙博士大馬路復業。
2. ↑  興富押曾多次被劫，但一般稱的「興富押械劫案」泛指這案，並包括械劫案後的撕票案。
3. ↑   註: